# ZFCモイゼルヴィッツ
ZFCモイゼルヴィッツ（ZFC Meuselwitz）とは、テューリンゲン州のモイゼルヴィッツを本拠地とするサッカークラブ。クラブのカラーは白と赤である。サッカーのほか、チアリーディングやボウリングなどの活動も行っている。

## 歴史
ZFCモイゼルヴィッツの起源は、1919年にツィプセンドルフで設立されたサッカークラブ（Verein Sportlust Zipsendorf）にまでさかのぼる。東ドイツ時代の1976年、ツィプセンドルフが行政上の合併によってモイゼルヴィッツに組み込まれたため、クラブ名もモイゼルヴィッツの名が冠されるようになった（BSG Aktivist Meuselwitz）。その後もクラブ名は幾度か変更され、現在のクラブ名（Zipsendorfer Fußballclub Meuselwitz）となった。クラブは長い間クライス（Kreis）リーグにとどまっていたが、1994年にKreisliga AltenburgからBezirksklasse Gera、1995年にBezirksliga Gera、1996年にLandesklasse Ostと毎年ごとに上位のリーグへ昇格を続け、1997/98シーズンよりテューリンゲンリーガ（州リーグの最上位）に加わった。2002年より、東ドイツ代表歴のあるDamian Halataを監督として迎え（～2006）、2003年にはクラブはテューリンゲン州のカップ戦において4強にまで進出、2004年にはオーバーリーガ（Fußball-Oberliga Nordost）に昇格を果たした。オーバーリーガでも好成績を維持し、2005年には6位、2006年と2007年には5位となった。2007年に一時監督が代わったものの、まもなくHalataが復帰した。2008年の結果は8位だったが、2009年5月31日、最終節の一試合前で2位のVfBアウエルバッハに勝ち点4をつけて優勝が決定、レギオナルリーガ（4部）への昇格を決めた。

## タイトル

### 国内タイトル
なし

### 国際タイトル
なし